# Flugplatz Hveravellir

i8
i11
i13
Der Flugplatz Hveravellir (ICAO-Code: BIHI) liegt im Nordwesten von Island ganz im Süden der Gemeinde Húnabyggð.
Das Hochtemperaturgebiet Hveravellir liegt im Isländischen Hochland im Norden des Langjökulls.
Im Jahr 1948 wurde in dem Gebiet nach einem möglichen Flugplatz gesucht und dieser wurde bei einem Flug mit einer DC-3 vom  Landesflughafenleiter markiert.
Durch ihn sollten die Wintersportgebiete besser erreichbar werden, er war dann aber nicht lange als Verkehrsflughafen gelistet.
Seit 1965 war der Flugplatz Hveravellir für Rettungs- und Krankentransportflüge gelistet.
Die Start- und Landebahn mit 820 × 38 m liegt südlich des 729 m hohen Bergs Dúfunesfell sowie nördlich und östlich vom Verlauf der Hauptstraße Kjalvegur , die hier von Süden kommend erst in westliche und dann wieder in nördliche Richtung verläuft.

Jetzt (Stand 2017) ist der Flugplatz mit der Schotter-Landebahn 17/35 (Nord-Süd-Richtung) mit 820 × 38 m bei der isländischen Luftfahrtbehörde Isavia aufgeführt.